# Senguilei
Senguilei - Сенгилей (rus) és una ciutat de l'óblast d'Uliànovsk, a Rússia. Es troba a la vora dreta de l'embassament de Kúibixev, al Volga. És a 47 km al sud d'Uliànovsk.

## Història
L'origen de la vila es remunta a la fundació d'un post militar de defensa, el 1666, contra les ràtzies dels nòmades. Diverses slobodàs s'hi instal·laren de seguida al voltant de la petita fortalesa a començaments del segle xviii, com Stanixtnaia, Butirskaia i Vikornaia, que es fusionaren per formar el poble de Pokróvskoie. El 1780 es formà la ciutat de Senguilei.
El 1925 la vila de Senguilei retrocedí a l'estatus de simple població rural. El 1936 obtingué ja el títol de possiólok (poble) i el de 1943 recuperà l'estatus de ciutat.